# Y (álbum)
Y é o primeiro álbum de estúdio da banda de pós-punk inglesa,  The Pop Group. O álbum foi produzido pelo músico de dub Dennis "Blackbeard" Bovell no Ridge Farm Studios, em Surrey, e foi lançado em 20 de abril de 1979, através da Radar Records.
Y inicialmente recebeu avaliações mistas de críticos, mas desde então tem recebido elogios. Pitchfork Media o classificou em número 35 na sua lista dos 100 melhores Álbuns da década de 1970, e a revista The Wire o colocou na sua lista de "Os 100 discos Mais Importantes de Todos os Tempos.

## Antecedentes e gravação
Inspirado pela energia do punk rock , mas desiludido pelo seu tradicionalismo, The Pop Group inicialmente definiu-se como uma banda funk, delineando influência na dance music negra e em tradições políticas radicais. Logo após a formação, eles começaram a ganhar notoriedade por suas performances ao vivo, garantindo-lhes um contrato com a Radar Records e uma capa da NME. Eles emitiram seu single de estreia, "She Is Beyond Good and Evil", no início de 1979.
Para gravar seu álbum de estreia, o grupo se uniu com o produtor de dub reggae Dennis Bovell. O crítico Simon Reynolds escreveu que "Bovell fez uma mistura sábia da selvageria do acid-rock  com o dub [...] o candidato ideal para a não muito agradável tarefa de dar ao som rebelde do The Pop Group alguma aparência de coesão", observando que ele aterrou o som da banda em sua seção rítmica, enquanto utiliza uma variedade de produção de efeitos. a escrever para a Fact Maganize, Mark Fisher caracteriza o som do álbum como uma "montagem delirante de funk, free jazz, audio-mancy Jamaicano e  avant-garde", descrevendo-o como "ao mesmo tempo cavernoso e propulsivo, ultra-abstrato e ainda impulsionado pelos imperativos físicos da dance music." Ele destacou a "alquimia sônica" de Bovell na produção do álbum. PopMatters , escreveu que o grupo "afiou as cordas das guitarras do punk, delimitaram-se como galãs de funk e ritmos e deixaram a manipulação sônica penetrar de forma insana."

## Recepção da crítica
Em seu lançamento, Y recebeu críticas entusiastas, porém mistas. Em 1979, a NME o descreveu como "Uma falha corajosa. Emocionante, mas exasperante." Nos últimos anos, o álbum tem sido valorizado ela crítica especializada. Simon Reynolds, chamou-o de "bagunça heroica, gloriosa em seu exagero." Em 2008, Mark Fisher escreveu "O Closer de Joy Division é muitas vezes considerado como a joia da coroa do pós-punk, mas Y – cheio de potencial, é o fogo para o gelo do Joy Division, tem um lugar especial". a Stylus Magazine chamou o álbum de "um lunático no pós-punk", escrevendo que "essas músicas políticas do punk desconstruídas, de modo que apenas o esqueleto permanece, e tecendo entre os ossos nus do esqueleto então alguns dos sons mais arrepiantes já produzidos."
Em 2004, a Pitchfork classificou o álbum no número 35 na sua lista dos melhores álbuns da década de 1970, dizendo que "ao contrário da maioria dos álbuns do final de década de 70 - como os no-wave (e imitadores perenes), os The Pop Group estavam menos preocupados com a abstenção da convenção do que com a veemência desviscerante." PopMatters, nomeou-o como o 11ª melhor álbum de pós-punk, já em 2017.Y teve um impacto duradouro, com artistas como os Minutemen, Primal Scream, Sonic Youth e Nick Cave citando o álbum como uma influência sobre os seus trabalhos. O baixista Mike Watt do Minutemen, comentou que "A deve ter dito: Vamos pegar Funkadelic e misturá-lo com Beefheart. Por que não?"

## Lista de faixas
A maioria das edições depois de 1996, que incluem  "She Is Beyond Good and Evil", como a primeira faixa.Todas as faixas escritas e compostas por The Pop Group. 
| Lado 1 |                 |         |  |
| N.º    | Título          | Duração |  |
| 1.     | "Thief of Fire" | 4:35    |  |
| 2.     | "Snowgirl"      | 3:20    |  |
| 3.     | "Blood Money"   | 2:56    |  |
| 4.     | "Savage Sea"    | 3:01    |  |
| 5.     | "We Are Time"   | 6:29    |  |

## Pessoal
Adaptado a partir do encarte de Y.
| The Pop Group - Gareth Sager – guitarra, saxofone, piano - Bruce Smith – bateria, percussão - Mark Stewart – vocais - Simon Underwood – contrabaixo - John Waddington – guitarrra | Músicos adicionais - Disc O'Dell – direção musical Equipe técnica - Dennis Bovell – produção - Mike Dunne – engenharia - Brian Gaylor – assistência de engenharia - Eddy Gorecki – masterização - The Pop Group – produção |

## Histórico de lançamentos
| Region         | Date | Label                      | Format | Catalog      |
| -------------- | ---- | -------------------------- | ------ | ------------ |
| United Kingdom | 1979 | Radar                      | LP     | RAD 20       |
| Japan          | 1979 | Warner-Pioneer Corporation | LP     | P-10705F     |
| United Kingdom | 1996 | Radar                      | CD     | SCANCD14     |
| Japan          | 1996 | Radar                      | CD     | WPCR-722     |
| United Kingdom | 2007 | Rhino, Radar               | CD     | 5101-19920-2 |
| Japan          | 2013 | Warner Music Group         | CD     | WPCR-15282   |